# Selles (Eure)
Selles és un municipi francès situat al departament de l'Eure i a la regió de Normandia. L'any 2007 tenia 423 habitants.

## Demografia

### Població
El 2007 la població de fet de Selles era de 423 persones. Hi havia 164 famílies de les quals 36 eren unipersonals (20 homes vivint sols i 16 dones vivint soles), 56 parelles sense fills, 64 parelles amb fills i 8 famílies monoparentals amb fills.
La població ha evolucionat segons el següent gràfic:
Habitants censats

### Habitatges
El 2007 hi havia 212 habitatges, 165 eren l'habitatge principal de la família, 38 eren segones residències i 9 estaven desocupats. 208 eren cases i 1 era un apartament. Dels 165 habitatges principals, 122 estaven ocupats pels seus propietaris i 43 estaven llogats i ocupats pels llogaters; 13 tenien dues cambres, 30 en tenien tres, 48 en tenien quatre i 74 en tenien cinc o més. 140 habitatges disposaven pel capbaix d'una plaça de pàrquing. A 58 habitatges hi havia un automòbil i a 94 n'hi havia dos o més.

### Piràmide de població
La piràmide de població per edats i sexe el 2009 era:
| Homes | Edats   | Dones |
| ----- | ------- | ----- |
| 0     | 95 o +  | 0     |
| 0     | 90 a 94 | 0     |
| 0     | 85 a 89 | 4     |
| 0     | 80 a 84 | 0     |
| 12    | 75 a 79 | 12    |
| 4     | 70 a 74 | 0     |
| 12    | 65 a 69 | 0     |
| 12    | 60 a 64 | 16    |
| 0     | 55 a 59 | 4     |
| 20    | 50 a 54 | 12    |
| 32    | 45 a 49 | 12    |
| 12    | 40 a 44 | 12    |
| 12    | 35 a 39 | 16    |
| 24    | 30 a 34 | 16    |
| 24    | 25 a 29 | 12    |
| 12    | 20 a 24 | 16    |
| 16    | 15 a 19 | 20    |
| 8     | 10 a 14 | 20    |
| 24    | 5 a 9   | 8     |
| 12    | 0 a 4   | 0     |

## Economia
El 2007 la població en edat de treballar era de 297 persones, 218 eren actives i 79 eren inactives. De les 218 persones actives 204 estaven ocupades (123 homes i 81 dones) i 14 estaven aturades (7 homes i 7 dones). De les 79 persones inactives 29 estaven jubilades, 23 estaven estudiant i 27 estaven classificades com a «altres inactius».

### Ingressos
El 2009 a Selles hi havia 170 unitats fiscals que integraven 425 persones, la mediana anual d'ingressos fiscals per persona era de 18.963 €.

### Activitats econòmiques
Dels 11 establiments que hi havia el 2007, 3 eren d'empreses de construcció, 2 d'empreses de comerç i reparació d'automòbils, 1 d'una empresa d'hostatgeria i restauració, 1 d'una empresa immobiliària, 2 d'empreses de serveis i 2 d'empreses classificades com a «altres activitats de serveis».
Dels 3 establiments de servei als particulars que hi havia el 2009, 2 eren paletes i 1 guixaire pintor.
L'any 2000 a Selles hi havia 17 explotacions agrícoles que ocupaven un total de 720 hectàrees.

## Equipaments sanitaris i escolars
El 2009 hi havia una escola elemental integrada dins d'un grup escolar amb les comunes properes formant una escola dispersa.

## Poblacions més properes
El següent diagrama mostra les poblacions més properes.